# ناوشکن کلاس سمپسان
دیسترویر کلاس سمپسان (به انگلیسی: Sampson-class destroyer) یک کلاس از کشتی است که طول آن 315 ft 3 in (96.1 m) می‌باشد.